# Trixoscelis marginella
Trixoscelis marginella är en tvåvingeart som först beskrevs av Fallen 1823. Enligt Catalogue of Life ingår Trixoscelis marginella i släktet Trixoscelis och familjen myllflugor, men enligt Dyntaxa är tillhörigheten istället släktet Trixoscelis och familjen Trixoscelididae. Arten är reproducerande i Sverige. Inga underarter finns listade i Catalogue of Life.